# Badminton na Igrzyskach Afrykańskich 2015
Badminton na Igrzyskach Afrykańskich 2015 odbywał się w dniach 2–9 września 2015 roku w Gymnase Étienne Mongha położonym w Brazzaville.

## Podsumowanie

### Klasyfikacja medalowa
| Klasyfikacja medalowa | Klasyfikacja medalowa | Klasyfikacja medalowa | Klasyfikacja medalowa | Klasyfikacja medalowa | Klasyfikacja medalowa |
| Miejsce               | Państwo               | Złoto                 | Srebro                | Brąz                  | Razem                 |
| --------------------- | --------------------- | --------------------- | --------------------- | --------------------- | --------------------- |
| 1.                    | Południowa Afryka     | 3                     | 3                     | 0                     | 6                     |
| 2.                    | Mauritius             | 2                     | 1                     | 1                     | 4                     |
| 3.                    | Seszele               | 1                     | 0                     | 2                     | 3                     |
| 4.                    | Nigeria               | 0                     | 1                     | 5                     | 6                     |
| 5.                    | Egipt                 | 0                     | 1                     | 2                     | 3                     |
| 6.                    | Kenia                 | 0                     | 0                     | 1                     | 1                     |
| 6.                    | Uganda                | 0                     | 0                     | 1                     | 1                     |
| Razem                 | Razem                 | 6                     | 6                     | 12                    | 24                    |

### Medaliści
| Konkurencja    | 1. miejsce | 2. miejsce | 3. miejsce |
| -------------- | --- | --- | --- |
| Mikst          | Południowa Afryka · Andries Malan · Jennifer Fry                                                                         | Południowa Afryka · Willem Viljoen · Michelle Butler-Emmett | Egipt · Abdelrahman Kashkal · Hadia Hosny Seszele · Georgie Cupidon · Juliette Ah-Wan |
| Drużynowo      | Mauritius · Aatish Lubah · Christopher Paul · Georges Julien Paul · Nicki Chan-Lam · Kate Foo Kune · Yeldy Marie Louison | Południowa Afryka · Andries Malan · Jacob Maliekal · Prakash Vijayanath · Willem Viljoen · Michelle Butler-Emmett · Elme de Villiers · Jennifer Fry · Sandra le Grange | Nigeria · Enejoh Abah · Jinkan Ifraimu · Olorunfemi Elewa · Ola Fagbemi · Clement Krobakpo · Victor Makanju · Tosin Damilola Atolagbe · Augustina Ebhomien Sunday · Grace Gabriel · Susan Ideh · Maria Braimoh · Deborah Ukeh Seszele · Georgie Cupidon · Kervin Ghislain · Steve Malcouzanne · Juliette Ah-Wan · Allisen Camille · Cynthia Course |
| Mężczyźni      | | | |
| Gra pojedyncza | Jacob Maliekal | Prakash Vijayanath | Edwin Ekiring Clement Krobakpo |
| Gra podwójna   | Południowa Afryka · Andries Malan · Willem Viljoen                                                                       | Egipt · Ali Ahmed El Khateeb · Abdelrahman Kashkal | Nigeria · Jinkan Ifraimu · Ola Fagbemi Nigeria · Enejoh Abah · Victor Makanju |
| Kobiety        | | | |
| Gra pojedyncza | Kate Foo Kune | Grace Gabriel | Nicki Chan-Lam Hadia Hosny |
| Gra podwójna   | Seszele · Juliette Ah-Wan · Allisen Camille                                                                              | Mauritius · Kate Foo Kune · Yeldy Marie Louison | Kenia · Mercy Joseph · Lavina Martins Nigeria · Grace Gabriel · Maria Braimoh |